# Calispepla aegacanthoides
Calispepla aegacanthoides är en ärtväxtart som beskrevs av Aleksei Ivanovich Vvedensky. Calispepla aegacanthoides ingår i släktet Calispepla och familjen ärtväxter. Inga underarter finns listade i Catalogue of Life.